# 아드 막 키나다
아드 막 키나다(중세 아일랜드어: Áed mac Cináeda, 스코틀랜드 게일어: Aedh mac Choinnich: ? ~ 878년) 백화왕(라틴어: alipes, 영어: the White Flowers) 또는 백족왕(라틴어: albipes, 영어: the white-foot)은 중세 스코틀랜드의 군주이다. 형 카우산틴 막 키나다의 뒤를 이어 877년 픽트인의 왕으로 즉위했다.
알바 열왕연대기에 따르면 아드는 1년간 재위했다. 재위기간이 짧아서 그동안 역사적으로 유의미한 일은 없었다. 그는 느루림(Nrurim) 사람들에게 살해당했다고 하는데 느루림이 어디인지는 밝혀지지 않았다.
울라 연대기는 878년에 픽트인의 왕 아드 막 키나다가 자기 무리에게 살해당했다고 적고 있다.
| 전임 카우산틴 1세 | 픽트인의 왕 877년 ~ 878년 | 후임 행운왕 기리크 |

## 같이 보기
- 알바 왕국